# Урбан V
Папа Урбан V (на латински: Urbanus.PP.V) (1310-19 декември 1370) е римски папа от 28 септември 1362 г. до смъртта си.

## Биография
Урбан V е роден със светското име Гийом Гримоар (на френски: Guillaume Grimoard) около 1310 в град Гризак, Лангедок. Постъпва в ордена на Бенедиктинците и става доктор по канонично право, като преподава в Монпелие и в Авиньон. По-късно заема длъжността абат на Сен Виктор в Марсилия. След като се завръща от едно свое пътуване до Неапол, където е бил изпратен като папски легат, на 28 септември 1362 г. в Авиньон Гийом е избран за римски папа под името Урбан V и така наследява починалия папа Инокентий VI (1352 – 1362).
Папа Урбан V става известен със строгата си дисциплина и с осъдителното си отношение към великолепието и разкоша на кардиналите. Той въвежда важни реформи в съдебната администрация и щедро покровителства образованието: основава Унгарския университет, запазва университета по музика в Тулуза, възстановява медицинското училище в Монпелие, открива няколко колежа; подпомага над 1000 студенти от всички класи, като им осигурява храна, квартири, книги и най-добрите преподаватели, а грижите му за тяхното обучение не престват дори и по време на войната.
По време на понтификата на Урбан V папството прави последни опити да организира кръстоносен поход за освобождаването на светите земи от мюсюлманите, като през 1365 г. кръстоносците на Петър I Кипърски за кратко освобождават Александрия. Освен това Урбан V изпраща множество пратеничества до Босна, Литва, България и Китай.
Най-отличителната страна на управлението на папа Урбан V са усилията му за връщането на папското седалище в Италия и за налагането на папската власт над непокорните италиански светски владетели. През 1363 г. Урбан V отлъчва от църквата Бернабо Висконти – последният от най-могъщите водачи на Гибелинизма в Северна Италия, който окупира Болоня и смело отблъсква войските на Гил де Алборноз, папския викарий на Италия. Урбан V призовава за кръстоносен поход из Италия, който да се бори срещу Висконти и поддръжниците му като врагове на Църквата. На следващата година обаче папата преценява, че му е необходим мир: с посредничеството на императора на Свещената римска империя Карл IV Урбан V вдига анатемата върху Висконти и след значителен откуп си възвръща Болоня. По заповед на папата около Рим са посадени обширни лозя.
Поради продължаващите неприятности в Италия и поради молбите на хора като Петрарка и Света Бригита, Урбан V се отправя към Рим, където пристига на 16 октомври 1367 г. Въпреки че Папата е посрещнат с изключителна радост от духовенството и гражданите на града и му е оказана честта да бъде придружен от императора в Св. Петър, скоро става ясно, че връщането на папското седалище в Рим не засилва папската власт. В Рим Урбан V дава временно убежище на кипърския крал, на кралица Жана I Неаполитанска, посреща византийския император Йоан V Палеолог, коронова Елизабета Померанска, четвърта съпруга на Карл IV за император на Свещената Римска империя.
Неспособен да устои на натиска на френските кардинали, притиснат от бунта на няколко града в папската област, на 3 септември 1370 Урбан V напуска Италия с кораб от Корнето и се отправя отново към Авиньон, където пристига на 24 септември. Няколко дни по-късно папата се разболява и умира на 19 декември 1370 г. След смъртта на папа Урбан V папският престол е зает от папа Григорий XI (1370 – 1378).

## Канонизация
Новият папа, по молба на датския крал Валдемар I, обещава, че ще канонизира папа Урбан V за светец не по-късно от 1375 г., но това така и не се случва поради безредието, обхванало Папството по това време. Култът към папа Урбан V е утвърден едва през 1870 г. от папа Пий IX (1846 – 1878)